# ショーランナー
ショーランナー（英: showrunner または show runner）とは、主にアメリカ合衆国とカナダのテレビ番組製作において、実際に現場の指揮を執る者（現場責任者）を指す業界用語。
アメリカ・カナダ以外のテレビ業界でも「ショーランナー」という表現が使われることがあるが、慣習と呼べるほどの現象ではないため、以下、特に断りのない限り、アメリカとカナダの場合とする。

## 概要
スタッフロールには「ショーランナー」という肩書きはなく、おおむね、エグゼクティブプロデューサー（製作総指揮）としてクレジットされるが、全ての製作総指揮者がショーランナーだとは限らない。例えば、製作総指揮者が5人クレジットされていても、ショーランナーはたいてい、そのうちの1人か2人のみである。
本来は、プロデューサーが製作責任者であるが、「○○プロデューサー」という肩書きを持つスタッフの数が年々増加し、彼らを統率するはずの「エグゼクティブプロデューサー」だけでも複数いるというケースが増えてきており、しかも、その実際の役割はさまざまである。そこで、「実際に現場で製作指揮を執る者」を明確に指す用語としてショーランナーという表現が使われる。つまり、ショーランナーとは現場のボスのことである。
ショーランナーが頭に描くビジョン（長期的展望、全体像、青写真）に基づき、物語の舞台（世界観）、キャラクター設定、細かいストーリー展開などが決められる。謎解きや未公開要素（ネタバレ）を最もよく把握しているのもショーランナーであり、そのため、インタビューやオーディオコメンタリーへの登場頻度も他のプロデューサーたちに比べて高い。
通常、番組のクリエイター（企画・考案者）かパイロット版（第1話）の脚本執筆者（両者はしばしば同じ）がそのままショーランナー、あるいは別の脚本家・プロデューサーとともに共同ショーランナーになるが、例外もある。中には、スピンオフ番組など、複数の番組のショーランナーを兼任する者もいる。また、何らかの事情でショーランナーが交代する場合もある。

## 日本語における表記
「showrunner」は、日本語メディアでは「ショーランナー」あるいは「ショウランナー」と表記される。また、括弧内に「脚本総指揮」、「製作総責任者」あるいは「制作総責任者」と記述される場合もある。

## ショーランナーの定義と歴史
ショーランナーとは、文字通り「番組（show）を管理・運営する（run）」者、つまり、製作現場のボスであり、その地位は監督よりも高い。
1950年代から1960年代にかけては、テレビ番組の企画・製作・運営の全てを製作スタジオが行っていた。脚本家はおおむね契約ライターであり、全体像の創作に参加することはあまりなかった。新番組の売り込みを行うのも経験豊富なスタジオ幹部であり、そういった幹部がチーフプロデューサーとして製作指揮を執るのが通例だった。
1970年代後半、『The Mary Tyler Moore Show』などで「脚本家に自由に書かせる」という試みが行われたことにより、従来のパターンが破られる。ちょうどその頃より、視聴者も「より深みのあるキャラクターとプロット」を求めるようになって来た。そこで、1980年代の人気ドラマ『ヒルストリート・ブルース』などでは、番組全体の流れを重視し、スタッフ・ライターを抱えるようになった。そして、脚本家の重要性が増すとともに、次第に製作の仕事も任されるようになり、やがては新番組を企画してそのままプロデューサーとして指揮を任されるという脚本家たち（writer-executive producer）が現れた。
しかし、「プロデューサー」名義のスタッフ増加に伴い、「実際に番組を仕切り、現場での最終決定権を持つ責任者」を指す用語が必要になり、1980年代後半頃に「ショーランナー」という表現が生まれた。
『バラエティ』誌が「ショーランナー」という用語を初めて使用したのは1992年のことである。
1995年、『ニューヨーク・タイムズ』紙がジョン・ウェルズ（『ER緊急救命室』の当時のショーランナー）に関する記事で、彼の責任は「番組の脚本、調子、姿勢、外観、演出に関する全ての重要事項を決定すること」であると説明した。
その後、インターネットの普及とともに、番組クリエイターたちに関するオンライン・コミュニティが次々と誕生し、まるで彼らが番組そのものであるかのように崇拝されるようになった。これらのコミュニティには、ショーランナー自身が登場することもあり、2011年にはそういった「インタラクティヴ・ショーランナー」（interactive showrunner）に関するコラム記事が『New York』誌に掲載されるなど、メディアの注目も高まって来ている。

## ショーランナーの仕事
ショーランナーは元々、脚本家であることが多く、脚本会議の内容を統合して自ら脚本を執筆したり、各エピソードを受け持つ脚本家に指示を与えたりする。連続ドラマの場合、各シーズンを通して、あるいは数シーズンにわたっての大まかなストーリー展開を決定し、全体の流れを調整する。
その他、製作会社上部や放送ネットワークとの折衝・交渉、予算と支出のバランス保持、スタッフの雇用・解雇、キャスティングから広報まで、ショーランナーの仕事は多岐にわたり、芸術感覚とビジネス感覚の両者が求められるが、その役目を一言で表すなら「番組を成功させること」である。

## 企画者=ショーランナーでない場合
番組企画者（クリエイター）がショーランナーまたは共同ショーランナーを務めるのが通例だが、必ずしもそうだとは限らない。企画の練り直しやパイロット版の再製作に伴うクリエイター降板、クリエイターが多忙で現場の指揮ができない場合、製作会社や放送局との意見の食い違いによる途中退陣、他番組への移行など、ここでは具体例を紹介する。
- 『LOST』は元々、ABCからの「『キャスト・アウェイ』のような新番組を」という要請によってジェフリー・リーバーが『Nowhere』という題名で企画し、パイロット版の脚本を書いていた。しかし、それは『ロビンソン漂流記』を焼き直したものでしかなく、数シーズンにわたる継続は無理と判断したABCは、J・J・エイブラムスに手直しを依頼。エイブラムスは、SF設定、ミステリー要素、バックストーリーを加えた新脚本をデイモン・リンデロフと共同執筆し、パイロット版の監督も担当した。パイロット版製作後、エイブラムスが『ミッション:インポッシブル3』で劇場映画監督デビューすることが決定し、『LOST』の現場を離れることになった。ショーランナーとしての経験が皆無だったリンデロフは、かつて『刑事ナッシュ・ブリッジス』で脚本家デビューをさせてもらった恩師カールトン・キューズに協力を依頼。以後、この2人が番組終了まで共同ショーランナーを務めた。元の企画者だったリーバーは共同クリエイターとしてクレジットされているが、実際の製作には全く関わっていない。[7][8][9]
- 『ヤング・スーパーマン』を企画・考案したアルフレッド・ガフとマイルズ・ミラーの2人は、脚本執筆も行いながら共同ショーランナーを務めていたが、第7シーズンの製作が終了すると、理由を明言しないまま番組から完全に降板した[10]。2年半後、ガフとミラーは「ワーナー・ブラザースが関連会社のThe WBやThe CWに不当に安いライセンス料で『ヤング・スーパーマン』の放映権を与えた（垂直統合）まま再交渉もせず、また他国市場での抱き合わせ販売においては比較的低人気の番組のライセンス料を『ヤング・スーパーマン』のそれより高く設定した。その結果、同番組の収益、ひいては我々に対する報酬が減ることになった」などとして訴訟を起こした[11]。ちなみに、第8シーズンのショーランナーにはTodd Slavkin、Darren Swimmer、Kelly Souders、Brian Petersonが就任。4人とも、第2シーズンより脚本家として参加し、第7シーズンまでに製作総指揮に昇格していた。その後、SlavkinとSwimmerが新番組『メルローズ・プレイス』（2009年版）のショーランナーを務めることになったため降板。第9シーズン以降はSoudersとPetersonの2人が共同ショーランナーとして続投した[12]。
- 『スーパーナチュラル』はエリック・クリプキが企画・考案し、自ら脚本も書きながら第5シーズン終了までショーランナーを務めた。クリプキ自身の構想としては、その時点で物語が完成していたが、The CWが番組継続を希望したため、クリプキは「第6シーズン以降、ショーランナーとしての役割をセラ・ギャンブルに譲る」と表明した。ちなみに、セラ・ギャンブルは第1シーズンから脚本チームに参加していたが、第3シーズンから「プロデューサー」の肩書きが加わり、第5シーズンから製作総指揮に昇格していた。なお、「セラ・ギャンブルのショーランナーとしての責任」に関するインサイド・ジョークが第6シーズンの第15話に含まれている[注 5]。もっとも、クリプキは完全に不在となったわけではなく、第7シーズン現在、「executive consultant」としてクレジットされている。